# Język o’odham
Język o’odham – język należący do grupy uto-azteckiej, używany w południowej Arizonie w USA i w Sonorze w Meksyku przez 12 tysięcy użytkowników. Jest spokrewniony z językami Komanczów, Szoszonów i Hopi oraz z językiem nahuatl. 

## Dialekty
- tohono o’odham (dosłownie: „lud pustyni”), zwany dawniej papago
- akimel o’odham (dosłownie: „lud rzeki”), zwany dawniej pima

## Gramatyka
Liczba mnoga jest tworzona przez podwojenie wrostka, np. 
- ceoj – chłopiec; cecoj – chłopcy
- ko:ji – znakować (forma liczby pojedynczej); kokji – znakować (forma liczby mnogiej)